# Gilberto (football, 1993)
Pour les articles homonymes, voir Gilberto.
Gilberto Moraes Júnior, plus communément appelé Gilberto, est un footballeur brésilien né le 7 mars 1993 à Campinas. Il évolue au poste d'arrière droit au l'EC Bahia.

## Biographie
Gilberto est formé au Botafogo. Il commence sa carrière en 2011 avec ce club en 2011,,.
Botafogo est Champion de Rio de Janeiro en 2013,,.
Il est prêté lors de l'année 2014 au SC Internacional. Le club remporte le Championnat Gaúcho en 2014,,.
En 2015, Gilberto est transféré à l'ACF Fiorentina,,.
Il est ensuite prêté successivement aux clubs italiens de l'Hellas Vérone, du Latina Calcio et aux clubs brésiliens du CR Vasco da Gama et de Fluminense,,. Avec Fluminense, il inscrit ses trois premiers buts en Serie A brésilienne lors de la saison 2018.
Lors de la saison 2019-2020, Gilberto est transféré à Fluminense,,.
Par la suite, il rejoint le Benfica Lisbonne en 2020,,.

## Palmarès

### En club
| Internacional - Championnat Gaúcho (1) : - Champion : 2014. |  | Botafogo - Championnat Carioca (1) : - Champion : 2013. |  | Fluminense - Serie B (1) - Champion : 2015. - Coupe Rio (1) - Vainqueur : 2020. Bahia - Championnat Baiano (1) : - Champion : 2025. |

### En sélection
Brésil - 20 ans
- Tournoi de Toulon (1) :
  - Vainqueur : 2014.